# Martnaham Castle
Martnaham Castle ist die Ruine einer Inselburg auf einer ehemaligen Insel in der Mitte des Martnaham Loch an der Grenze zwischen den schottischen Council Areas East Ayrshire und South Ayrshire, etwa 5 km entfernt von Ayr und 2 km entfernt von Coylton. Einst gehörten die umgebenden Ländereien den Campbells of Loudoun, später den Kennedys of Cassillis. Die Ruine ist als Scheduled Monument geschützt.

## Geschichte
Die Ruinen der alten Burg auf der Insel, die als „Martnam Ynch“ (sic) verzeichnet sind, in der Nähe der Mitte des Sees sind heute noch sichtbar; der Zugang führt vom Südufer aus über einen Steindamm vom Festland zur Insel. Es ist nicht bekannt, wann die Burg errichtet wurde. Sie war bis ins 16. Jahrhundert bewohnt. Die Überreste stammen von einem großen Gebäude mit einer Grundfläche von etwa 21 × 7,5 Metern; die Fundamente eines Anbaus, etwa 12 × 5 Meter groß, sind nordöstlich davon sichtbar. Der Hauptblock war in drei Räume unterteilt, die Mauern bestehen aus vermörteltem Bruchstein, 0,8 Meter dick und bis zu einer Höhe von maximal 2 Metern erhalten. Die architektonische Ausbildung des Bauwerks lässt eine Bauzeit im 16. oder 17. Jahrhundert annehmen. Ein möglicherweise rechteckiges Gebäude am Eingang zum Steindamm war vermutlich ein früheres Torhaus. Das Gelände war viele Jahre lang dicht bewaldet.
Martnaham Castle war vermutlich Teil einer Kette von Festungen, die eine Verteidigungslinie bildeten; dazu gehörten auch Drongan Castle und Auchencloigh Castle. Love sieht die Burg als ursprünglichen Sitz von Old King Cole und verbindet sie somit mit dem nahegelegenen Loch Fergus, der nach King Coles Gegenspieler und Bezwinger benannt ist. Um 1661 verfasste John Bonar, ein Schulmeister aus Ayr, eine poetische Beschreibung der örtlichen Sage um King Cole:
The britones marchet, tuo dayes before the feild,

To Marrok's mote, for easment and for beild;

Afore the night they waughter liquor fyne,

Lyke filthe beasts lying like drunken swine
Die Burg war das Caput des alten Baronats Martnaham. Das Gelände soll in den 1650er Jahren belagert worden sein. Groome bezeichnet Martnaham Castle als „efeuumrankte Ruinen eines alten Landhauses“. 1612 schrieb John Monipennie „der Loch of Matuane mit einem starken Turm“.
Paterson beschrieb in den 1860er Jahren einige interessante Details der Ruine:

„Nur Teile dreier Giebel sind erhalten. Die Mauern sind nicht sehr dick, sodass man sich offenbar hauptsächlich auf die Sicherheit der isolierten Lage [der Burg] verließ. Ein künstlicher Damm, den man, wenn gewünscht, abtrennen konnte, führt zur Ruine und die Insel selbst ist offensichtlich vom derselben Art – aus gepresster Erde aufgeschüttet. Sie ist dicht mit Bäumen bewachsen, in denen eine Krähenkolonie seit ewigen Zeiten brütet. Der Garten soll aus Erde aufgeschüttet worden sein, die aus Frankreich oder Irland herübergebracht worden war, um Ungeziefer auszuschließen. Der Marquis of Ailsa hat eine Jagd- und Fischerhütte an den Ufern des Sees, der gut mit Hecht und Barsch ausgestattet ist, von denen letzterer innerhalb der letzten 30 Jahre eingesetzt worden ist.“

### Crannóg
Insel und Damm von Martnaham Castle gleichen einem Crannóg, der an seichtes Wasser angepasst wurde, wie man ihn auch in anderen Seen in Ayrshire findet, zum Beispiel Lochspouts Loch, Buiston Loch, Lochlea, Loch Brand oder Kilbirnie Loch.